# Diegodendraceae
Diegodendraceae é o nome botânico de uma família de plantas dicotiledóneas. É uma família de pequena dimensão, de uma única espécie, Diegodendron humbertii.
No sistema APG II (2003), esta família é opcional, sendo possível incluí-la na família Bixaceae.